# Edward Ambrosiewicz
Edward Ambrosiewicz (ur. 20 listopada 1964 w Suwałkach) – polski piłkarz występujący na pozycji bramkarza.

## Życiorys
Pochodzi z rodziny robotniczej. Początkowo uprawiał piłkę ręczną, jednak pod wpływem Zbigniewa Kowalewskiego został juniorem piłkarskiej sekcji Wigier Suwałki. Występował w juniorskich reprezentacjach Polski, w tym w U-17, U-18 i U-21. W 1981 roku został włączony do pierwszej drużyny Wigier, a jego pierwszym meczem było spotkanie z Mazurem Ełk w ramach regionalnego szczebla Pucharu Polski. Dzięki udanym występom w Wigrach otrzymał ofertę gry w Legii Warszawa i Szombierkach Bytom. Ambrosiewicz odrzucił wówczas propozycję Legii, argumentując to obawą przed byciem piłkarzem rezerwowym, i podpisał kontrakt z Szombierkami. W I lidze zadebiutował 1 października 1983 roku w wygranym 2:1 spotkaniu z Pogonią Szczecin. Ogółem w sezonie 1983/1984 rozegrał 12 meczów w I lidze. Z uwagi na pobór do wojska po zakończeniu sezonu przeszedł do Śląska Wrocław. Na początku 1986 roku wrócił do drugoligowych wówczas Szombierek. W 1987 roku awansował z klubem do I ligi, występując w niej w latach 1987–1989 oraz 1992–1993. Ogółem rozegrał sto meczów w I lidze. Po fuzji Szombierek z Polonią Bytom występował w nowo powstałym tworze w rundzie jesiennej sezonów 1997/1998 i 1998/1999, będąc wówczas zmiennikiem Grzegorza Żmii. W sezonie 1999/2000 występował w drugoligowym Hutniku Kraków. Na dalszym etapie kariery występował w klubach niższych lig.
Pracował jako górnik oraz zaopatrzeniowiec w firmie budowlanej, trenował także juniorów klubów w Piekarach Śląskich, Będzinie i Sosnowcu. Ma córkę i syna.

## Statystyki ligowe
| Sezon         | Klub                     | Liga    | Mecze | Gole |
| ------------- | ------------------------ | ------- | ----- | ---- |
| 1983/1984     | Szombierki Bytom         | I liga  | 12    | 0    |
| 1984/1985     | Śląsk Wrocław            | I liga  | 21    | 0    |
| 1985/1986 (j) | Śląsk Wrocław            | I liga  | 0     | 0    |
| 1985/1986 (w) | Szombierki Bytom         | II liga | ?     | ?    |
| 1986/1987     | Szombierki Bytom         | II liga | ?     | ?    |
| 1987/1988     | Szombierki Bytom         | I liga  | 12    | 0    |
| 1988/1989     | Szombierki Bytom         | I liga  | 27    | 0    |
| 1989/1990     | Szombierki Bytom         | II liga | 36    | 0    |
| 1990/1991     | Szombierki Bytom         | II liga | 28    | 0    |
| 1991/1992     | Szombierki Bytom         | II liga | 30    | 0    |
| 1992/1993     | Szombierki Bytom         | I liga  | 28    | 0    |
| 1993/1994     | Szombierki Bytom         | II liga | 21    | 0    |
| 1994/1995     | Szombierki Bytom         | II liga | 30    | 0    |
| 1995/1996     | Szombierki Bytom         | II liga | 26    | 0    |
| 1996/1997     | Szombierki Bytom         | II liga | 26    | 0    |
| 1997/1998 (j) | Polonia/Szombierki Bytom | II liga | 4     | 0    |
| 1998/1999 (j) | Polonia/Szombierki Bytom | II liga | 2     | 0    |
| 1999/2000     | Hutnik Kraków            | II liga | 29    | 0    |